# イフイング
イフイング株式会社（英：IFING Co., Ltd.）は、東京都中央区銀座に本社を置く日本の美容室向けのヘア化粧品メーカー。

## 概要
2003年設立。代表取締役社長は冬廣應尚。
主に、ヘアケア製品のブランドであるTOKIOインカラミを主力に、パーマ剤やスパ商材なども展開している。

また、平野歩夢選手や森ひかる選手、髙木美帆選手などのアスリートが所属している。

## 沿革
2003年 - 2月14日、イフイング株式会社を設立。
2010年 - 7月、化粧品製造販売業取得。
2011年 - 4月、ドクタージュニア事業部を設立。
2011年 - 5月、tokioインカラミトリートメント発売開始（現TOKIOインカラミ）。
2014年 - 東京都渋谷区神宮前に本社機能を移設。
2017年 - 6月、本社を東京都中央区銀座六丁目の「GINZA SIX」に移転。
2018年 - 2月、ビートチーム事業部を設立。
2020年 - 1月、フランス・パリにIFING Paris EUを設立。

## 事業所

### 本社
〒104-0061 東京都中央区銀座6-10-1 GINZA SIX 11F

### スタジオ・教育施設
| TOKIO INKARAMI STUDIO | 東京都中央区銀座6-10-1 GINZA SIX 11F                    |
| TOKIO STUDIO 8        | 東京都中央区銀座6-10-1 GINZA SIX 8F                     |
| TOKIO STUDIO 18       | 大阪市北区梅田1-13-1 大阪梅田ツインタワーズ・サウス 18F |
| TOKIO STUDIO 5        | 福岡市中央区天神1-10-20 天神ビジネスセンター 5F         |

## グループ会社
株式会社インテンス（大阪府西区北堀江）
インベード株式会社（東京都中央区銀座）